# To-Lyon
To-Lyon es un rascacielos situado en el distrito comercial La Part-Dieu de Lyon. El edificio cuenta con 66.000 metros cuadrados de superficie de oficinas, 10.500 de superficie hotelera y 3500 de superficie comercial. Con una altura de 170 m, es, a fecha de 2025, el segundo rascacielos más alto de Lyon después de la Tour Incity (202 m), completada en 2015.
El 9 de septiembre de 2019, Vinci Immobilier, en presencia de Gérard Collomb, alcalde de Lyon, Dominique Perrault, arquitecto, y Philippe Barret, director general del Grupo Apicil, comenzó oficialmente la construcción de la torre con la colocación simbólica de la primera piedra del edificio.